# La fiesta de la Epifanía
La fiesta de la Epifanía es una pintura de Jan Steen en el Museo de Bellas Artes de Boston.

## Presentación
Representa la fiesta de la Epifanía, el 6 de enero, conmemorando la llegada de los Reyes Magos al portal de Belén, y que marca el fin de las celebraciones navideñas. Esta festividad era celebrada en los Países Bajos tanto por católicos como por protestantes, a pesar de la desaprobación de las autoridades de la Iglesia Reformada. Según la antigua costumbre, uno de los asistentes a la fiesta familiar celebrada la víspera era proclamado "rey", ya sea por haber encontrado un haba en un pastel especialmente horneado o, como sucede aquí, sacando un billete de lotería. En las casas acomodadas, esa noche comían juntos señores y criados. A Jan Steen se le ha ocurrido la idea de dejar que el niño más pequeño sea el rey. Lo han subido sobre la mesa con la preceptiva corona de papel en la cabeza, sostenido por su niñera sonriente, que le ayuda a sujetar la copa de honor. El punto culminante de la cena era cuando el 'rey' tomaba su primer sorbo. Pero mientras el joven rey está a punto de tomar su primer trago, el resto de los participantes ya se divierten. Uno de sus hermanos mayores le ha dado un mordisco a un gofre recién preparado y ofrece el resto al rey con una sonrisa. Las cáscaras de huevo en el suelo junto a una olla grande de masa indican que seguirán más gofres. El hombre sentado de espaldas al espectador sostiene su jarra con la tapa abierta, lo que indica que la bebida ya ha comenzado. Un violinista toca alegremente y el 'bufón' crea una nota alegre sacando la lengua a la rígida pareja bien vestida a la izquierda, los señores de la casa, apuntando con su bastón decorado fálico en su dirección. El que actuaba como bufón debía efectuar las bromas y juegos ordenados por el rey, y a quien no se aviniese lo "castigaba" haciéndole un tiznón de hollín en la cara.
Incluso los que no están sentados a la mesa lo disfrutan al máximo. En primer plano a la izquierda, una niña se ha subido el vestido para saltar sobre tres velas encendidas, símbolos de los tres reyes. Su hermano observa sentado en el piso para ver si sigue las reglas. Al fondo, la criada ha abierto la puerta a un grupo de figuras cantantes. Estos son los cantores de la Estrella, adultos y niños que deambulaban por las calles esa noche cantando villancicos con coronas de papel personificando a los Reyes Magos y la tradicional estrella, que según la Biblia los guio hasta Belén.

## Atribución y citas
La pintura está firmada y fechada 'JSteen / 1662' en el taburete donde se sienta el comensal de espaldas, en la parte inferior central.«Página del Museo de Bellas Artes, Boston»..

## Nota
- Datos: Q2016399
- Multimedia: Twelfth-Night Feast by Jan Steen / Q2016399